# Kanpur
Kanpur (früher anglisiert Cawnpore; Hindi कानपुर, Urdu کانپور, Kānpur [ˈkɑːnpur]) ist eine Stadt (Municipal Corporation) im Bundesstaat Uttar Pradesh in Indien am Ganges südwestlich von Lakhnau gelegen.
Kanpur hat etwa 2,8 Millionen Einwohner (Volkszählung 2011), ist Industriezentrum (Maschinenbau, Textil-, Elektro-, Elektronik-, Metall-, chemische Industrie), Verkehrsknotenpunkt (Straße und Eisenbahn) sowie kultureller Mittelpunkt der Region mit Universität, Hochschulen, Theater und Museen.

## Geschichte

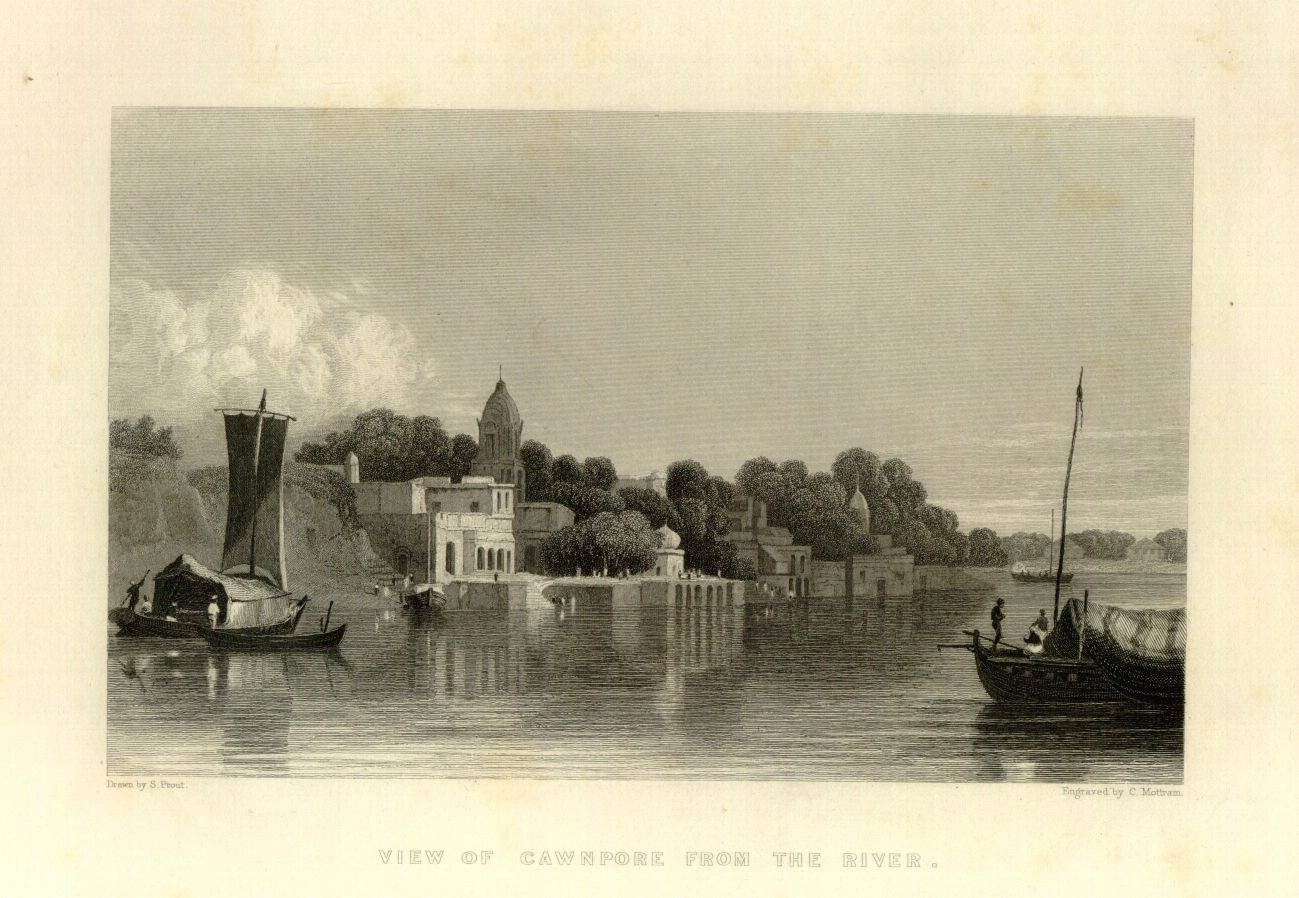
Kanpur um 1810

Auf dem heutigen Stadtgebiet gründete 1207 Raja Kanti Deo von Prayag die Ortschaft Kohna. Im Jahre 1579 ist Kanpur zum ersten Mal erwähnt worden.
Von 1773 bis 1801 war Kanpur Teil des Königreiches von Avadh (auch Oudh genannt). 1801 besetzten britische Truppen den Ort. Unter dem Einfluss der Britischen Ostindien-Kompanie siedelten sich in Kanpur viele Firmen an, was zu einem schnellen Wachstum der Bevölkerung führte.
Während des Indischen Aufstands von 1857 war Kanpur eines der Zentren der Auseinandersetzungen zwischen indischer und britischer Seite. Die Belagerung der britischen Garnison Kanpur nimmt wegen der verübten Massaker eine besondere Rolle in der britischen Geschichtsschreibung ein. Brigadegeneral Hugh Wheeler verteidigte über Wochen die Garnison gegen aufständische Truppen unter Führung von Nana Sahib, musste jedoch dann das Kapitulationsangebot annehmen, das der britischen Garnison den freien Abzug mit Booten nach Allahabad in Aussicht stellte. Während die abziehende Garnison am Gangesufer die Boote bestiegen, eröffneten indische Truppen das Feuer. Im anschließenden Kampf kamen bis auf vier Männer, die sich schwimmend in Sicherheit bringen konnten, alle männlichen Briten um. Die 125 überlebenden Frauen und Kinder wurden zurück nach Kanpur gebracht und dort im Bibighar eingesperrt. Kurz bevor britische Truppen unter Sir Henry Havelock die Stadt zurückeroberten, wurden diese ermordet und die Leichen unweit vom Bibighar in einen Brunnen geworfen.
Seit der Unabhängigkeit Indiens von Großbritannien am 15. August 1947 gehört die Stadt zum neu gegründeten Staat.

## Stadtbild
An das Massaker an wehrlosen Frauen und Kindern erinnert ein Park an der Stelle des Brunnens, in den damals die Leichen geworfen wurden. Der Park war bis zur Unabhängigkeit Indiens nur Europäern und indischen Christen zugänglich, nach der Unabhängigkeit wurde er umgestaltet. Hier finden sich heute auch Denkmäler für Nana Sahib und einen der indischen Anführer der Aufständischen, Tantya Tope. Auf dem Gelände der Garnison errichteten die Briten eine Kirche, in der heute der Toten von Kanpur gedacht wird. Rund um die Kirche markieren Steine den Verlauf der damaligen Garnison.
Im Dezember 1959 wurde das IIT Kanpur (Indian Institute of Technology in Kanpur) von der indischen Regierung gegründet. Es ist eine der sieben technischen Eliteuniversitäten Indiens.
Es gibt einige Ausbildungseinrichtungen für indische Musik und für Kathak-Tanz. Kanpur ist das Zentrum des bekanntesten Nautanki-Tanztheaterstils.

## Klima

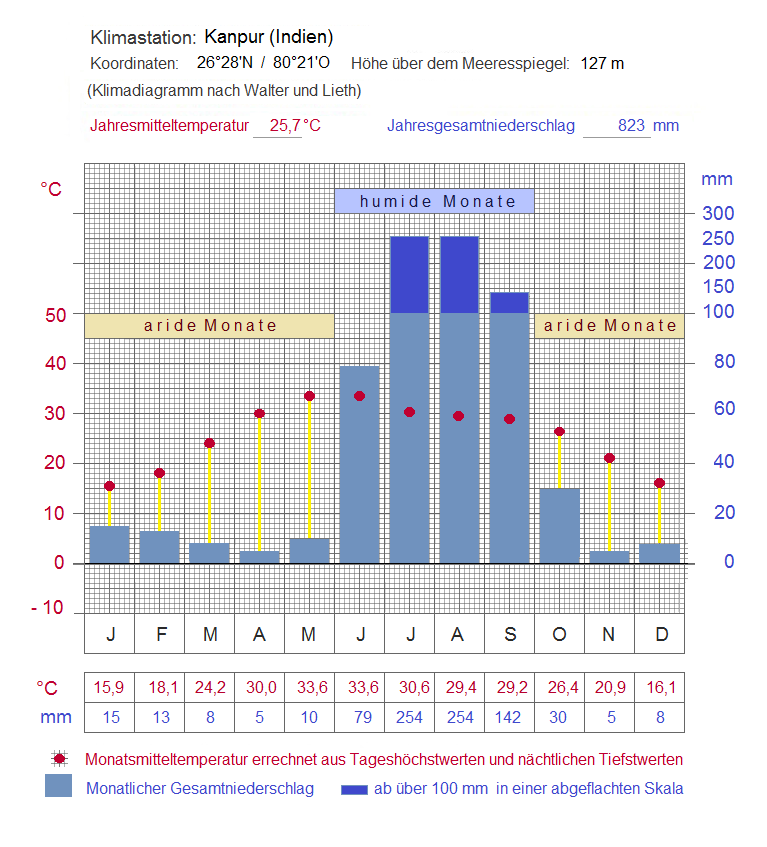
Klimadiagramm von Kanpur

Das Klima ist außerhalb der Monsunzeit von Oktober bis Mai trocken heiß. Die Temperatur beträgt im Jahresmittel 25,7 °C mit Schwankungen zwischen 15,9 °C im Januar und 33,6 °C im Mai und Juni. Der jährliche Gesamtniederschlag liegt bei 823 mm.

## Umwelt
Die Weltgesundheitsorganisation WHO stufte Kanpur im Mai 2018 als die Stadt mit der weltweit stärksten Luftverschmutzung ein.

## Sport
In Kanpur befindet sich mit dem Green Park Stadium ein Test-Cricket-Stadion. In der Stadt bestreitet die Indische Cricket-Nationalmannschaft regelmäßig Heimspiele gegen andere Nationalmannschaften. Im Green Park Stadium fanden unter anderem Spiele bei den Cricket World Cups 1987 und 1996 statt.

## Wirtschaft
Kanpur ist das älteste Gerbereizentrum Indiens, in der Kolonialzeit ließen die Briten hier Armeestiefel und Pferdesättel herstellen. Ein Drittel der indischen Lederexporte stammt aus Kanpur. Die 400 Gerbereien der Stadt leiten täglich 400 Millionen Liter Abwasser mit Schwerstchemikalien in den Ganges.

## Söhne und Töchter der Stadt
- John Forbes Royle (1798–1858), englischer Botaniker und Arzt
- Frank Bellew (1828–1888), US-amerikanischer Karikaturist, Cartoonist, Zeichner und Illustrator
- Frederick Roberts, 1. Earl Roberts (1832–1914), britischer Feldmarschall und einer der erfolgreichsten Heerführer des Viktorianischen Zeitalters
- Cecil Clementi (1875–1947), britischer Politiker, Gouverneur von Ceylon, Hongkong und der Straits Settlements
- Harish-Chandra (1923–1983), Mathematiker
- Vijaypat Singhania (* 1938), Unternehmer und Ballonfahrer
- Kamal Nath (* 1946), Politiker
- Bob Woolmer (1948–2007), englischer Cricketspieler und -trainer
- Raghavendra Gadagkar (* 1953), Entomologe und Verhaltensforscher
- Parag Khanna (* 1977), Politikwissenschaftler
- Abhishek Yadav (* 1980), Fußballspieler
- Poonam Pandey (* 1991), Model und Schauspielerin
- Kuldeep Yadav (* 1994), Cricketspieler